# Toxorhina (Toxorhina) megatricha
Toxorhina (Toxorhina) megatricha is een tweevleugelige uit de familie steltmuggen (Limoniidae). De soort komt voor in het Australaziatisch gebied.